# Антисловаштво
Антисловаштво је појам којим се означава нетрпељивост, непријатељство или мржња према Словацима, односно према словачком народу и његовим историјским тековинама и културној баштини. Током историје, антисловачке тенденције су се испољавале у распону од омаловажавања словачког народа и његове културе, преко отвореног изражавања нетрпељивости и непријатељства, до заговарања мржње према Словацима и позивања на уништавање словачког народа.

## Историја
Нетрпељивост према Словацима је почела да поприма препознатљиве облике током прве половине 19. века, првенствено међу мађарским националистима, који су сматрали да ће словачки народни препород на челу са Јаном Коларом довести до угрожавања мађарских националних интереса у северним, претежно словачким областима тадашње Угарске. Антисловачко расположење међу мађарским политичким првцима је достигло врхунац током 1848. и 1849. године, у време мађарске револуције, када су власти у Будимпешти на челу са Лајошом Кошутом заузеле изразито непријатељски став према свим немађарским народима у Угарској. Након аустроугарске нагодбе (1867) на целокупном подручју Угарске је започео процес систематске мађаризације, који је у северним областима имао изразито антисловачка обележја. Све до 1918. године, антисловаштво је представљало један од главних чинилаца у политици званичне Будимпеште према северним, претежно словачким областима Угарске.
Након стварања Чехословачке (1918), државне власти у Прагу су почеле да подстичу замисао о стварању интегралне чехословачке нације, чиме су побијане националне посебности чешког и словачког народа. Ова политика је у словачким областима била доживљавана као изразито прочешка и антисловачка, што је довело до појаве захтева за политичком аутономијом Словачке.
Након прве бечке арбитраже и мађарске окупације јужних делова Словачке у јесен 1938. године, власти у Будимпешти су обновиле ранију антисловачку политику, која је у тим областима спровођена све до 1944. године. У савременом добу, антисловачке тенденције су присутне првенствено у екстремним мађарским ревизионистичким круговима, који се залажу за отцепљење јужних области Словачке и њихово прикључење Мађарској.